# Le Petit Baigneur
Pour plus de détails, voir Fiche technique et Distribution.
Le Petit Baigneur est un film franco-italien réalisé par Robert Dhéry, sorti en 1968, son cinquième long-métrage en tant que scénariste et acteur. Parmi la distribution, on retrouve une partie de la troupe Les Branquignols.

## Synopsis
Lors de l'inauguration et de la bénédiction de la vedette rapide L'Increvable, fierté des chantiers Fourchaume, la coque de celle-ci est transpercée par la traditionnelle bouteille de champagne. Hors de lui, le directeur Louis-Philippe Fourchaume (Louis de Funès), fils du fondateur des chantiers, renvoie sur le champ le concepteur du bateau, André Castagnier (Robert Dhéry), avant même que celui-ci ait eu le temps d'apprendre à son patron qu'une autre de ses créations, un petit voilier à la coque révolutionnaire baptisé Petit Baigneur, vient de remporter en Italie les « Régates de Sanremo » et l'« Oscar de la Voile ». Une fois informé et alléché par les perspectives commerciales d'un tel succès, Fourchaume dispose, avec son épouse (Andréa Parisy), d'un dimanche pour tenter de rattraper son erreur et de convaincre Castagnier de travailler de nouveau pour lui. Mais l'inventeur est déjà courtisé par Marcello Cacciapuoti (Franco Fabrizi), un industriel italien qui lui fait un pont d'or et qui est venu également lui rendre visite dans la ferme où André Castagnier habite avec ses frères, Henri, le curé du village (Jacques Legras) et Jean-Baptiste, le gardien du phare (Pierre Tornade) et sa sœur Charlotte (Colette Brosset), mariée au joueur de clairon de la fanfare locale (Michel Galabru)…

## Fiche technique
- Titre : Le Petit Baigneur
- Réalisation : Robert Dhéry
- Réalisation de la seconde équipe : Claude Clément
- Scénario : Robert Dhéry
- Adaptation : Robert Dhéry, Claude Clément, Pierre Tchernia, Albert Jurgenson, Michel Modo,  Jean Carmet
- Dialogues : Robert Dhéry
- Assistant réalisateur : Gérard Guérin
- Musique : Gérard Calvi (Éditions Eden)
- Production : Les Films Corona et Les Films Copernic (France), Fono Roma et Selenia Cinematografica (Rome)
- Directeur de production : Georges Valon et Roger Morand
- Chef de production : Robert Dorfmann
- Producteurs associés : Maurice Jacquin et Bertrand Javal
- Images : Jean Tournier
- Opérateur : Adolphe Charlet
- Montage : Albert Jurgenson, assisté de Jeannine Oudou
- Son : William-Robert Sivel, assisté de Maurice Rémy et Georges Vaglio
- Décors : Jean André et Robert André, assistés de Théo Meurisse et Gabriel Béchir
- Script-girl : Colette Robin
- Photographe de plateau : Jean-Louis Castelli et Yves Mirkine
- Régisseur général : Lucien Lippens
- Maquillage : Pierre Berroyer
- Costumes : Tanine Autre
- Effets spéciaux : Pierre Durin et Gérard Guenier
- Générique : Jean Fouchet F.L - Perruques : Carita
- Bijoux : Castel - Robes : Jean Patou
- Pays d'origine : France, Italie
- Studios : Studios de Boulogne
- Format : Couleurs : Eastmancolor -  procédé Franscope - Ratio : 2,35:1 - son Mono - Pellicule 35 mm
- Tirage : Laboratoire Franay L.T.C Saint-Cloud - Westrex Electric
- Distribution : Valoria Films
- Genre : Comédie burlesque
- Durée : 89 minutes
- Date de sortie : 22 mars 1968 (France)

## Distribution

Les principaux interprètes.
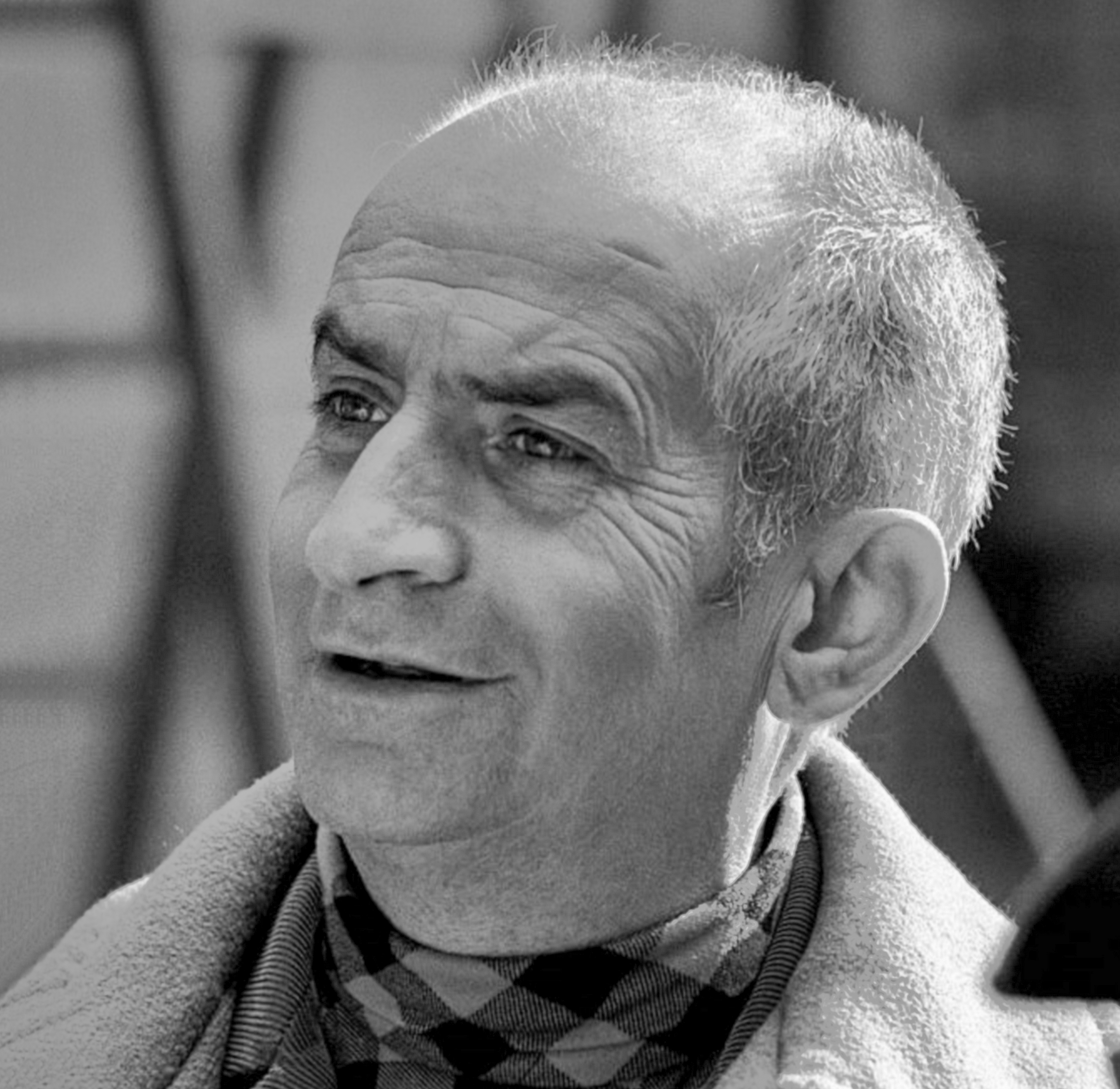
Louis de Funès
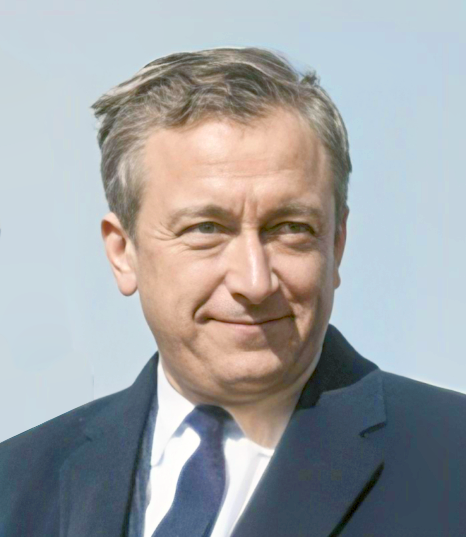
Robert Dhéry
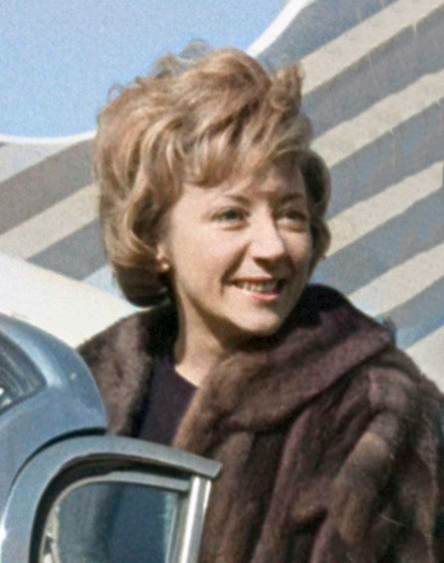
Colette Brosset
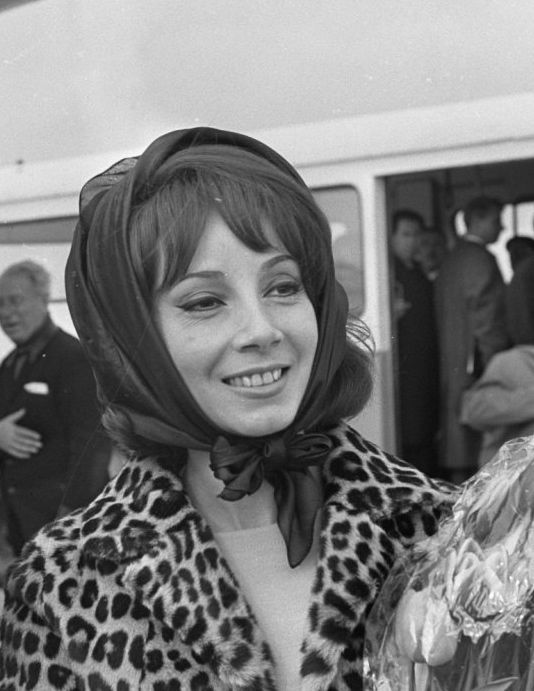
Andréa Parisy
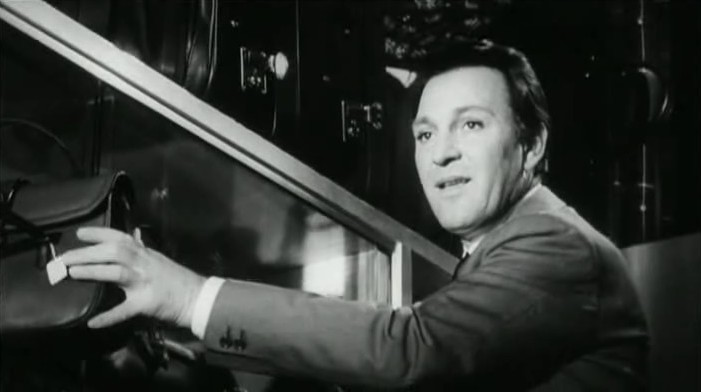
Franco Fabrizi
Jacques Legras
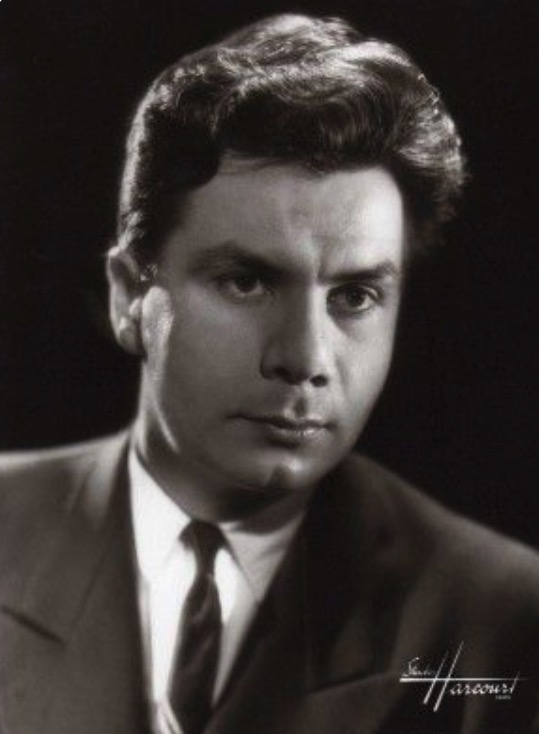
Michel Galabru
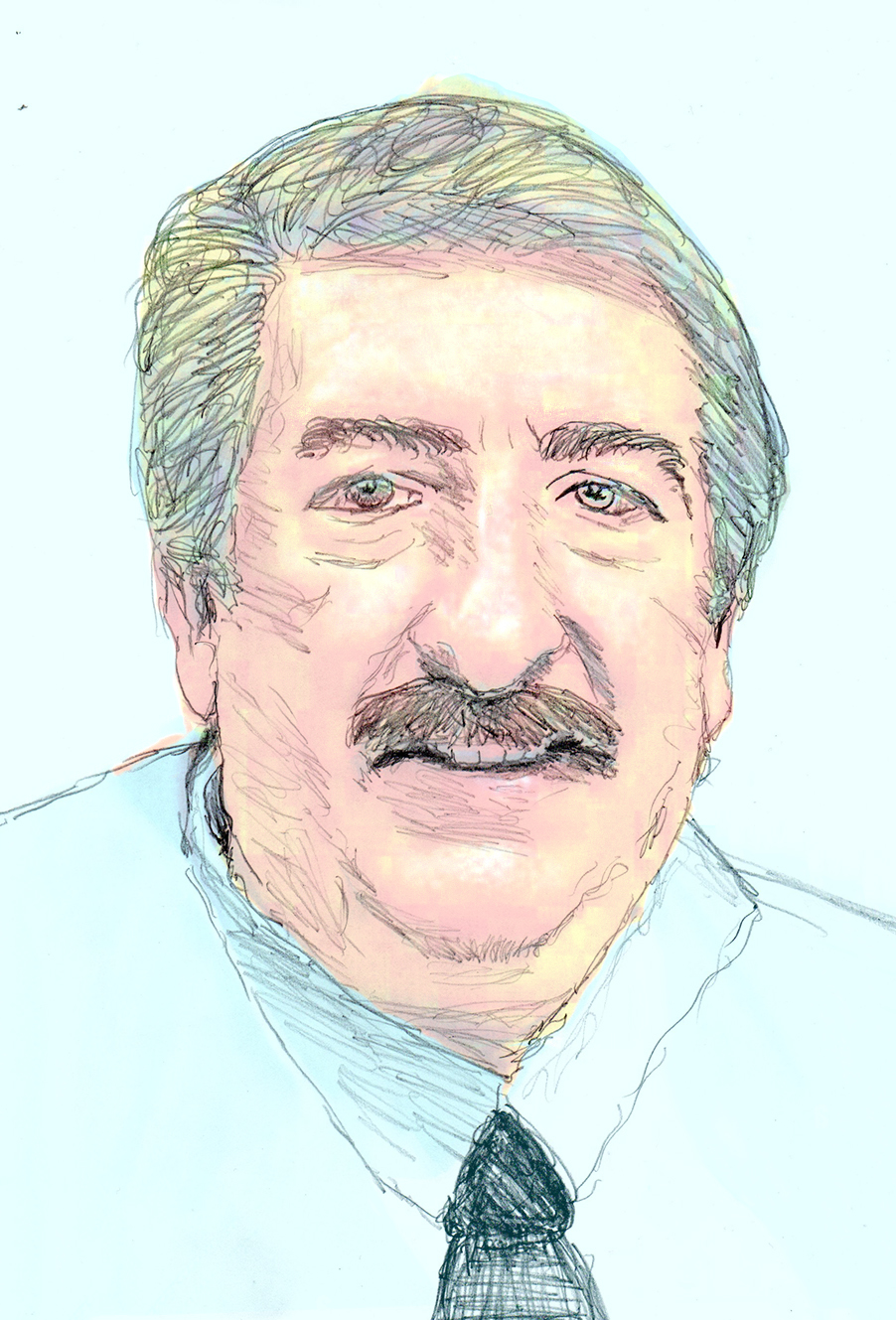
Pierre Tornade
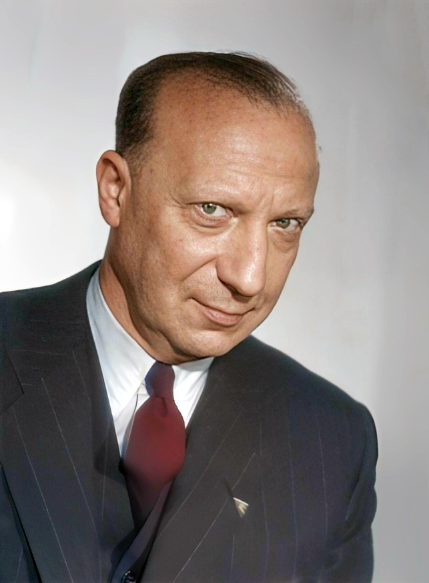
Pierre Dac
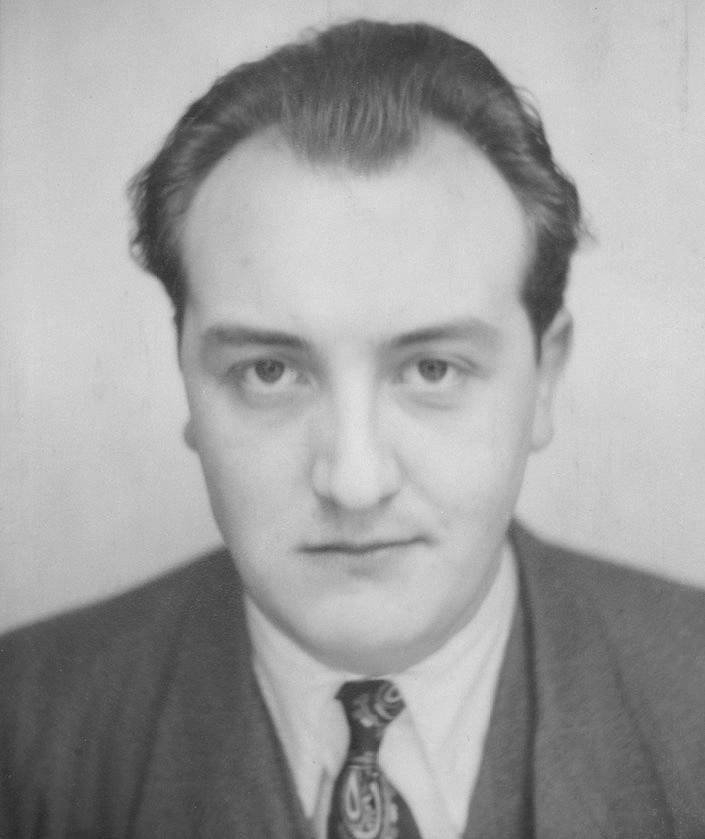
Pierre Tchernia
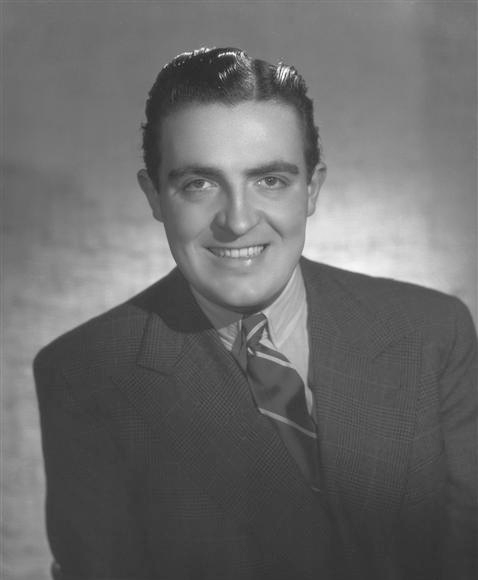
Henri Génès
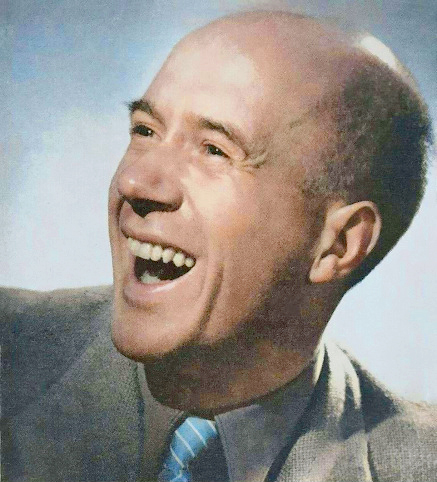
Roger Caccia

- Louis de Funès : Louis-Philippe Fourchaume, PDG et héritier des Chantiers navals Fourchaume
- Andréa Parisy : Marie-Béatrice Fourchaume, l'épouse de Louis-Philippe
- Franco Fabrizi : Marcello Cacciapuoti, homme d'affaires Italien concurrent
- Robert Dhéry : André Castagnier, concepteur de L'Increvable et du Petit Baigneur
- Colette Brosset : Charlotte Castagnier, sœur d'André
- Michel Galabru : Scipion, agriculteur et clairon de la fanfare, mari de Charlotte
- Jacques Legras : Henri Castagnier, curé de la paroisse, un frère d'André
- Pierre Tornade : Jean-Baptiste Castagnier, gardien de phare, un frère d'André

- Claude Darget : le speaker de la course nautique
- Pierre Tchernia : le président du jury
- Faïda Faggin : Miss San Remo
- Georges Adet : le gardien du chantier
- Pierre Dac : le ministre
- Michèle Alexandre : l'épouse du ministre
- Robert Rollis : le marin de L'Increvable
- Yvette Dolvia : Mlle Rongibut, la secrétaire de Fourchaume (non créditée)
- Georges Bever : le majordome des Fourchaume
- Henri Génès : Joseph (le cultivateur)
- Roger Caccia : Rémi Vigoret (le bedeau organiste)
- Nicole Vervil : la mère du petit Francis
- Francis Carrion : l'enfant
- Hélène Dieudonné : la garde-barrière
- Gérard Calvi : le chef de la fanfare
- Philippe Dumat : le joueur de tambour de la fanfare
- Max Montavon : l'homme nu de la cabine
- Laurence Ligniéres : la dame avec la robe verte
- René Marchal : le vieux monsieur dans l'église

## Production et réalisation

### Genèse et développement
Depuis ses dernières participations aux spectacles et films des Branquignols, Louis de Funès est de son côté devenu le comique français le plus populaire, caracolant en tête du box-office depuis 1964,. Robert Dhéry s'associe avec le producteur Robert Dorfmann, derrière Le Corniaud et La Grande Vadrouille, pour monter un film mettant en valeur la nouvelle vedette entourée de ses camarades des Branquignols. 
Louis de Funès incarne le patron Louis-Philippe Fourchaume, dans l'esprit de ses rôles habituels, et Dhéry s'attribue celui de l'innocent et gaffeur ingénieur Castagnier,. De la troupe des Branquignols, on retrouve aussi Colette Brosset, Pierre Tornade, Robert Rollis, Jacques Legras, Roger Caccia ou encore Gérard Calvi, accompagnés d'un fidèle funésien, Michel Galabru,. Dhéry, Brosset, Tornade et Legras forment une mémorable fratrie de rouquins. Comme à l'accoutumée, Dhéry ouvre largement le peaufinage du scénario aux amis et collègues, Pierre Tchernia, Michel Modo, Jean Carmet, le monteur Albert Jurgenson et l'assistant-réalisateur Claude Clément.

### Tournage
Pour des motifs fiscaux, le producteur Robert Dorfmann est contraint de boucler impérativement les dépenses du long-métrage avant l'année 1968. Cela implique une production exécutive et des tournages dans une courte période. Le Petit baigneur est ainsi réalisé en urgence entre l'automne et l'hiver 1967 à la fois en France à Collioure (Pyrénées orientales) et dans la ville Anzio, près de Rome en Italie.
Le film est tourné de septembre à décembre 1967 à travers tout le pays. Grâce à l'énorme budget permis par le potentiel commercial de la tête d'affiche, Dhéry atteint la démesure de son délire et multiplie les gags extravagants et spectaculaires ; les prises de vues réclament ainsi une organisation délicate. Il n'avait jusque là disposé au cinéma que de moyens limités. Une mésentente s'installe vite entre Dhéry et de Funès,. Le comédien, encore perturbé par le tournage houleux de l'adaptation d'Oscar, n'accepte pas la trop grande place accordée aux autres personnages, alors que le film et son budget n'existent que par son nom seul ; il devient ingérable et colérique. Bien qu'il imaginait un film choral, Dhéry reconnait là l'angoisse du perfectionniste et se soumet à son jugement et ses recommandations. Malgré sa bile, l'acteur-vedette fait preuve d'énergie, d'inventivité, improvise avec son partenaire réalisateur et retrouve par moments des fous rires complices avec lui. Une fois le tournage passé, l'amitié entre Louis de Funès et Robert Dhéry renaît comme avant.
Le tournage des séquences sur le parvis et à l'intérieur de l'église, sont réalisées à Magalas, durant l'automne 1967.
Pierre Dac, dans son rôle de ministre, prononce un discours de son style lors de l'inauguration de L'Increvable. Il ajoute une réplique improvisée à la fin de la scène, une fois la coque du bateau endommagée par la bouteille de champagne lancée par sa robuste épouse, lui annonçant avant de la pousser dans leur voiture : « Vous, je vous confisque vos haltères ! ». La voix pour la bande annonce est de Georges de Caunes, supprimée dans la version remastérisée.

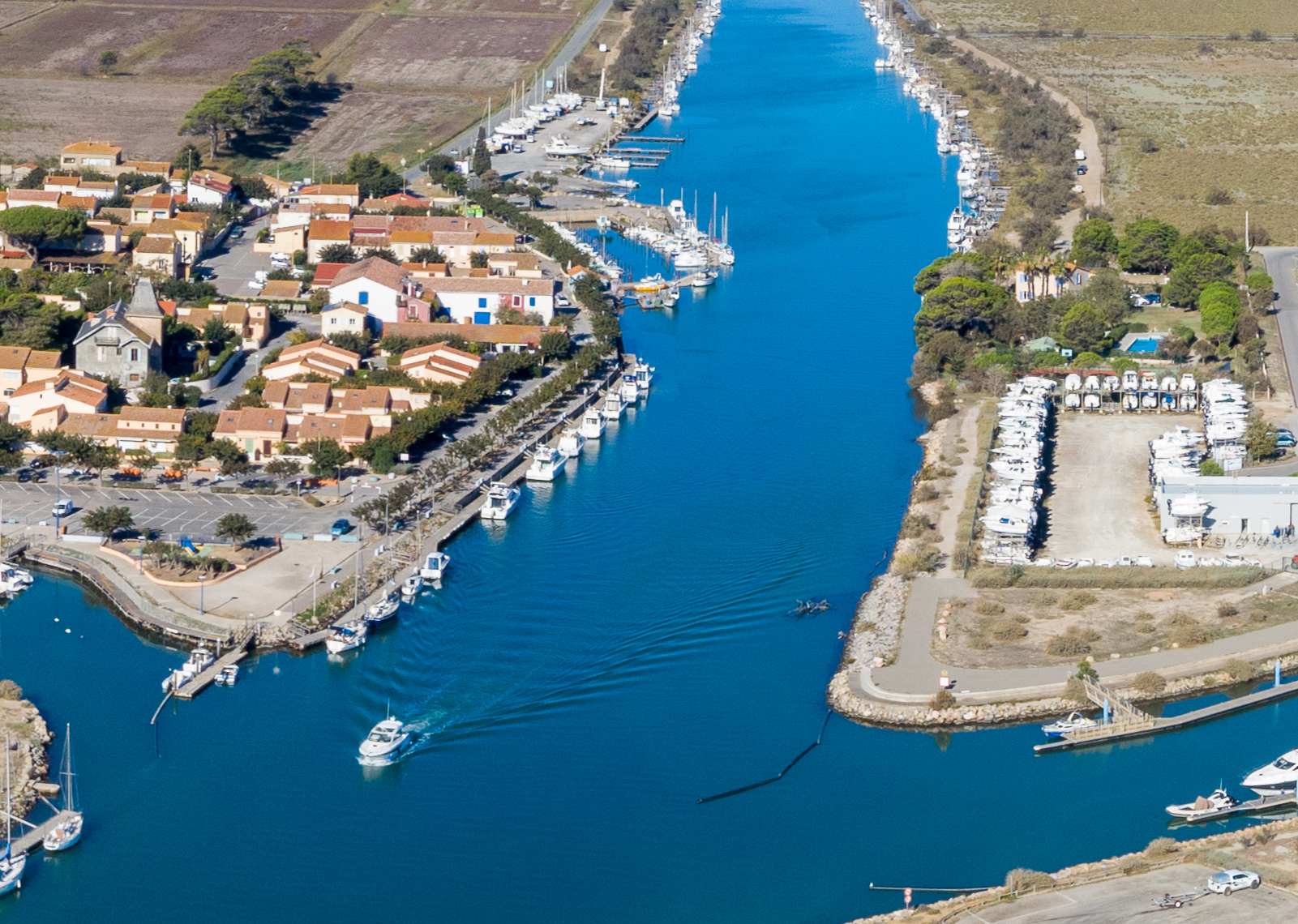
Les scènes de la ferme des Castagnier sont filmées au bord de l'Aude, à Vendres, en face des Cabanes-de-Fleury (ici en 2021).

En réalité, aucune scène n'est tournée aux Cabanes-de-Fleury dans l'Aude mais juste en face au lieu-dit Chichoulet, à Vendres dans l'Hérault. Ces deux communes sont séparées par le fleuve Aude, visible dans le film. De nombreux figurants de la région interviennent dans des scènes comme Roger Vidal et Louis Vié, véritable pêcheurs interprétant deux pêcheurs à la ligne dans une barque au bord de l'Aude ; dans la scène du kayak dans l'Aude, Louis de Funès est suppléé par un Valrassien,.

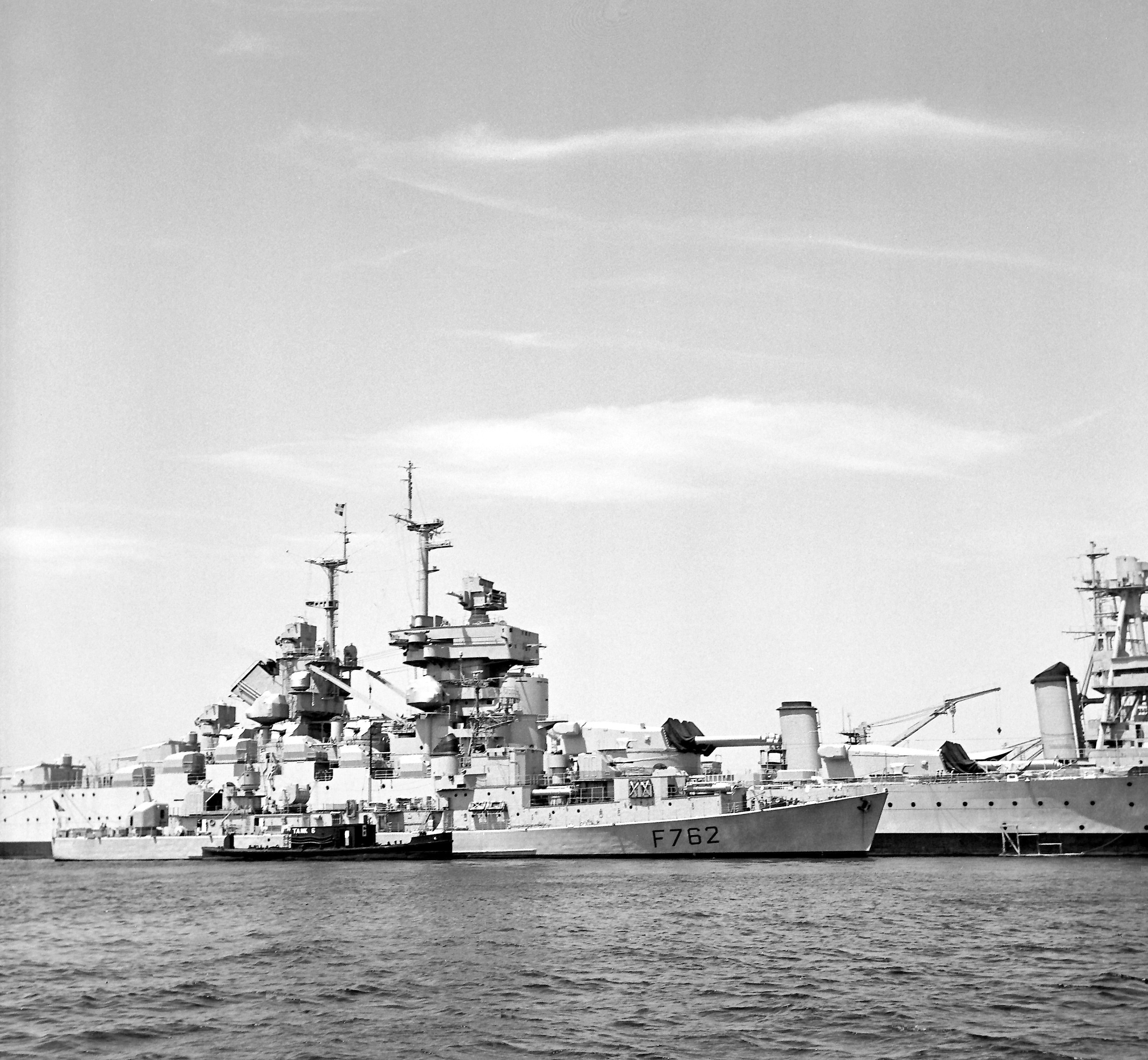
Le Brestois aux côtés du cuirassé Jean Bart en rade de Toulon, en 1963.

Les scènes concernant le baptême de L'Increvable, ainsi que celle où Michel Galabru joue du clairon à côté d'un bateau militaire (il s'agit de l'Escorteur rapide Le Brestois, F762, qui se trouve alors à couple avec le cuirassé Jean Bart), ont été tournées dans la rade de Toulon (Var) au niveau du fort de Balaguier (La Seyne-sur-Mer). La vedette L’Increvable est une authentique vedette de la Marine nationale française.
Le percepteur de Narbonne sollicita les producteurs afin qu'il puisse apparaître dans le film. Robert Dhery décida alors de le « soigner » à sa façon, il le fit installer au bord de la rivière avec sa petite famille et le fit asperger par un hors-bord longeant la rive.

#### Lieux de tournages
- France
  - Languedoc-Roussillon
    - Aude
      - Azille

    - Hérault
      - Agde (au niveau de la pensière)
      - Vendres, Chichoulet[9]
      - Magalas (église Saint-Laurent)
      - Béziers

    - Pyrénées-Orientales
      - Collioure

  - Provence-Alpes-Côte d'Azur
    - Bouches-du-Rhône
      - Arles (phare de Faraman)[11]

    - Var
      - La Seyne-sur-Mer

  - Bretagne
    - Ille-et-Vilaine
      - Baie de Saint-Malo pour les scènes supposées se passer à Sanremo (Italie)
- Italie
  - Anzio[3]

## Exploitation et accueil

### Accueil critique et public
À sa sortie en mars 1968, Le Petit Baigneur reçoit de bonnes critiques, saluant la profusion de gags en tous genres et l'intégration réussie de la tête d'affiche à un collectif — pourtant la difficulté majeure du tournage. Le film rassemble 5 542 755 spectateurs en France, dans la lignée des résultats commerciaux colossaux de l'acteur-vedette,. Il s'agit du film le plus vu dans les salles françaises durant l'année 1968,.
C'est également un triomphe international avec 21,7 millions d'entrées en Union soviétique, près de deux millions en Allemagne de l'Ouest et 1,5 million en Espagne.
Le Petit Baigneur demeure le plus grand succès cinématographique de Dhéry,.

### Éditions en vidéo
En 2016, Le Petit Baigneur sort en Blu-ray, par Studio Canal, dans une version restaurée. L'édition ne contient aucun bonus. Cependant, la présence d'un menu en allemand comprend une bande-annonce en version française et allemande.

## Autour du film
- À noter que le nom de Cacciapuoti (nom de l'homme d'affaire joué par Franco Fabrizi) est le vrai patronyme de Roger Caccia.

### Véhicules vus dans le film

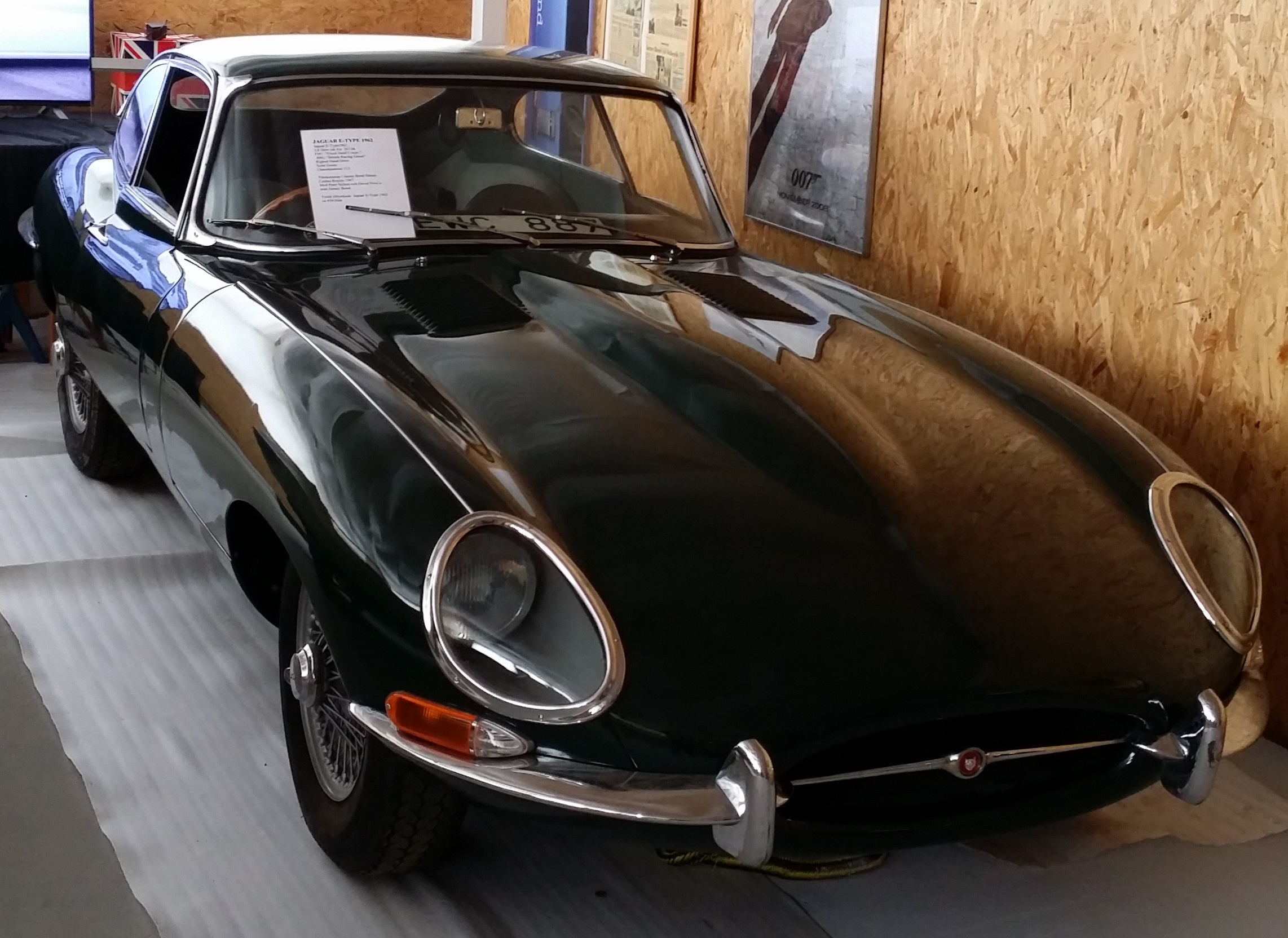
Une Jaguar Type E utilisée dans le film Casino Royale en 1967.

- 1965 Austin Mini
- 1961 Citroën 2CV AZLP
- 1963 Citroën 2CV AZA
- 1966 Citroën DS21
- 1967 Fiat Dino Spider
- 1958 Ford Fairlane 500 Sunliner
- 1961 Jaguar Type E série 1
- 1967 Tracteur enjambeur Lescure
- 1964 Morris Mini Traveller Mk1
- Piaggio Vespa 50 S
- 1956 Renault Dauphine
- 1956 Renault Frégate 2 Litres
- 1957 Renault Frégate Caravelle
- 1963 Simca 1300
- 1957 Simca Ariane 4
- 1962 Simca Ariane Miramas
- 1956 Simca Aronde Châtelaine
- 1959 Simca Aronde P60 Monaco
- 1958 Volkswagen De Luxe (Typ 1)